# Hiloula de Rabbi Isaac Ben Walid
La Hiloula du rabbin Isaac Ben Walid est la hiloula, ou anniversaire de la mort du rabbin Isaac Ben Walid. C'est l'un des hiloulot les plus populaires d'Afrique du Nord.

## Histoire

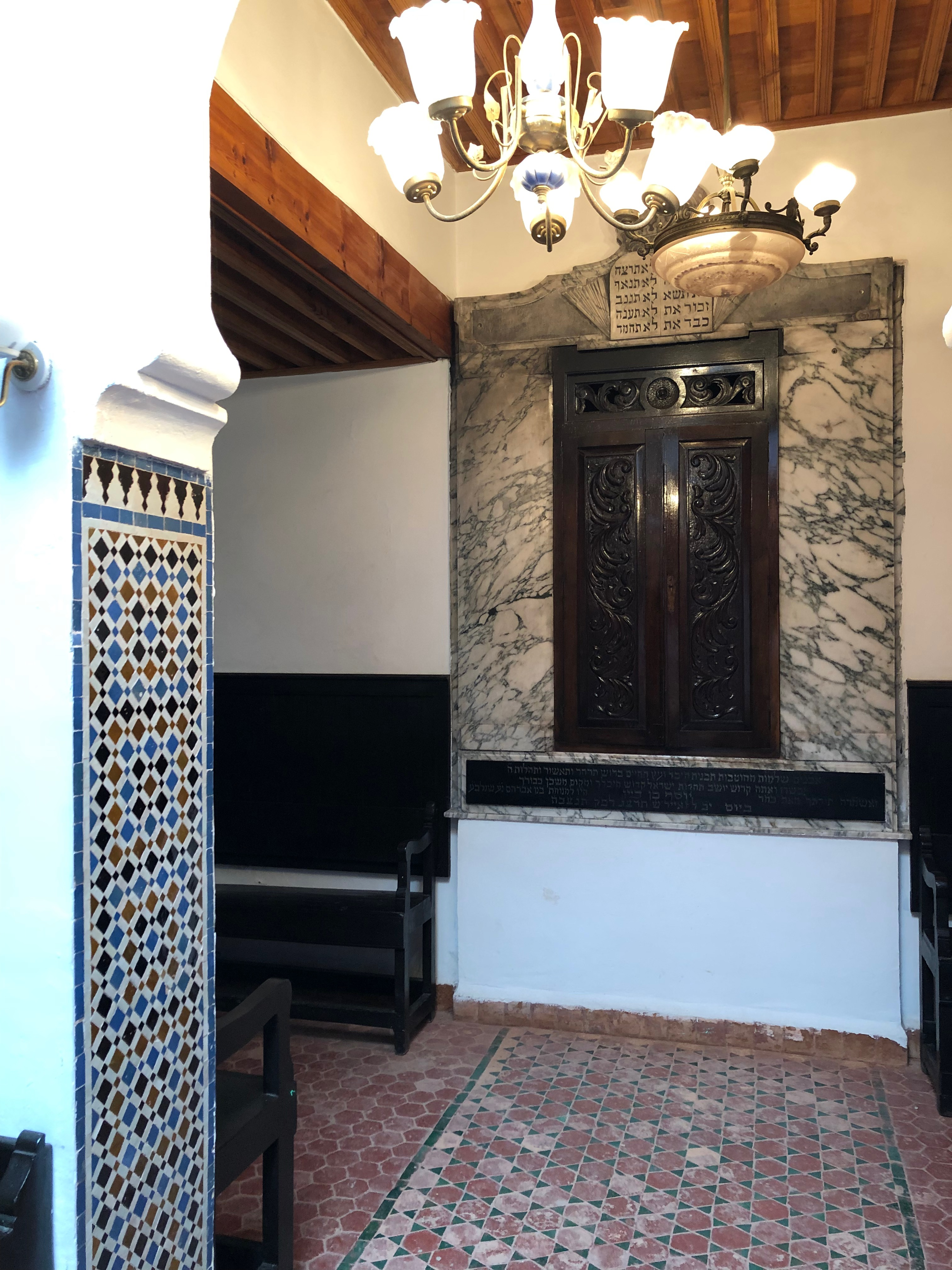
Synagogue Isaac Ben Walid

Le rabbin Isaac Ben Walid n'était pas seulement un chef religieux, mais il a également fait des efforts pour améliorer l'éducation de la communauté juive de la ville de Tétouan en fondant la toute première école de l'Alliance Israélite Universelle dans la ville en 1862,. Après sa mort à l'âge de 93 ans le 9 Adar Sheni  de l'année 5630 du calendrier hébraïque, sa tombe est devenue un lieu de pèlerinage, ainsi que la salle d'étude qu'il avait dans la chambre haute de sa synagogue ,.
Aujourd'hui, le tombeau ainsi que sa synagogue sont visités à l'anniversaire de sa mort par des juifs marocains de France, d'Israël, du Panama, du Venezuela, du Canada et d'autres pays où ils se sont installés. Comme d' habitude dans le Haketia les communautés de l''ancien Maroc espagnol , des chants sont chantés en ce dialecte  judéo-espagnol.

### Diaspora
Pendant la hiloula du rabbin Ben Walid, les juifs marocains célèbrent en chantant le bakashot dans les centres communautaires ou les synagogues.

### Légende
Il y a une légende qui dit que sa canne a des pouvoirs de guérison mystiques, en particulier pour les femmes enceintes éprouvant des difficultés pendant leur grossesse, ainsi que pour les femmes ayant des problèmes de fertilité,.